# Outeniqua-Berge
Die Outeniqua-Berge liegen im Distrikt Garden Route der Provinz Westkap in Südafrika. Sie gehören zum Kap-Faltengebirge. Im Westen schließen sich die Ketten der Langeberge und im Osten der Tsitsikamma-Berge an. Die portugiesischen Entdecker nannten das Bergland Serra de Estrella.
Der Name Outeniqua ist die Bezeichnung einer indigenen Bevölkerungsgruppe und bedeutet in der Sprache der Khoisan etwa „Männer die Taschen (für Honig) tragen“.
Der Gebirgszug erstreckt sich vom Durchbruchstal des Gouritz River fast parallel der Küste nördlich von Mossel Bay etwa 100 km nach Osten bis nach Plettenberg Bay. Zu den wichtigsten Straßenpässen zählen der Cloetes Pass (Regionalstraße R327), der Mossel Bay mit Ladismith verbindet, der Robinson-Pass (R328), der Mossel Bay mit Oudtshoorn verbindet, der Outeniqua-Pass (Nationalstraßen N9 sowie N12) sowie der Montagu-Pass (P1640), die beide von George nach Oudtshoorn führen, und der Prince Alfred’s Pass (P0059 / Regionalstraße R339), der Knysna mit Uniondale verbindet. Östlich dem Montagu-Pass überquert auch die Bahnstrecke Mossel Bay–Klipplaat in einem kurvenreichen Abschnitt das Gebirge. 
Das Naturschutzgebiet Outeniqua Nature Reserve nahe der Stadt George ist mit 38.000 ha Teil der Gebirgskette.
Der Gebirgszug gab dem historischen Zug Outeniqua Choo-Tjoe seinen Namen. Dieser Zug verkehrte bis 2006 zwischen Mossel Bay, George und Knysna und gehörte zu den letzten Personenzügen in Afrika, die mit Dampflokomotiven betrieben wurden. Nach einem Unwetter wurde der Betrieb eingestellt, und die südafrikanische Eisenbahngesellschaft plant derzeit nicht, die Strecke wieder in Betrieb zu nehmen.